# ایوان ویخریستیوک
ایوان ویخریستیوک (انگلیسی: Ivan Vykhristyuk؛ زادهٔ ۲۹ ژانویهٔ ۱۹۲۹) کشتی‌گیر آزاد اهل شوروی بود. وی در بازی‌های المپیک تابستانی ۱۹۵۶ شرکت کرده‌است. 
وی همچنین برندهٔ جوایزی همچون مدال شجاعت کار شده‌است.